# 坪輋／打鼓嶺新發展區
坪輋／打鼓嶺新發展區（英語：Ping Che/Ta Kwu Ling New Development Area），是香港的其中一個計劃中的新發展區，位於香港新界北區坪輋及打鼓嶺，上水/粉嶺新市鎮及粉嶺北新市鎮的東北面，原屬於新界東北發展計劃的一部分，規劃署早於1999年對外諮詢，但其後一直發展無期，直至2007年，曾蔭權宣佈重新啟動計劃。預計此新市鎮約150公頃，將於2010年代初開始發展，此為一綜合發展新發展區項目。由於新發展區並無鐵路連接，政府計劃將此發展為非住宅用途，例如將會用作興建特殊工業用途。根據規劃署在2012年提交北區區議會的文件，新發展區佔地175公頃。

## 歷史
2007年，時任香港行政長官曾蔭權透過《2007至2008年度香港行政長官施政報告》表示，將會恢復進行洪水橋新發展區、粉嶺北新發展區、古洞北新發展區以及坪輋／打鼓嶺新發展區的規劃及工程研究。同時，古洞北新發展區、粉嶺北新發展區以及坪輋／打鼓嶺新發展區是以「三合一」的模式發展。
2009年，發展局修訂上述幾個新發區展的發展大綱，密度縮減，各新發展區被定出不同的主題，打造為多元化發展社區。2012年，政府就粉嶺北新發展區、古洞北新發展區以及坪輋／打鼓嶺新發展區概括為新界東北發展計劃，進行諮詢，引起抗議活動。2015年，政府宣布在新界東北發展計劃中，先行發展粉嶺北及古洞北部分，坪輋/打鼓嶺新市鎮發展則擱置。
2021年，時任香港行政長官林鄭月娥在2021年度香港行政長官施政報告宣佈發展北部都會區，當中包括坪輋/打鼓嶺新市鎮範圍，規模亦比新界東北發展計劃更大。

## 市鎮特色
根據政府於2009年的修訂方案，坪輋及打鼓嶺新發展區將會發展為優質產業區，主張發展低密度住宅，其樓高不能夠高於10層，北面將會設有特殊工業區。

## 交通網絡
沙頭角公路、坪輋路、坪原路和香園圍公路是連接該處的主要道路。新界區專線小巴52K線和九巴79K線途經新發展區。

## 外部連結
- 新界東北新發展區規劃及工程研究（页面存档备份，存于）
- 立法會發展事務委員會討論文件（2008年2月26日）[永久]
- 香港地方 - 未來發展區（页面存档备份，存于）
- 施政報告官方網站（页面存档备份，存于）
- 新界東北三新市鎮降密度(2009年11月18)（页面存档备份，存于）